# Varennes (Yonne)
Varennes é uma comuna francesa na região administrativa de Borgonha-Franco-Condado, no departamento de Yonne. Estende-se por uma área de 10,06 km². Em 2010 a comuna tinha 331 habitantes (densidade: 32,9 hab./km²).